# Taylorsville (Mississippi)
Pour les articles homonymes, voir Taylorsville.
Taylorsville est une ville américaine située dans le comté de Smith, dans le Mississippi. Selon le recensement de 2020, sa population est de 1 148 habitants.